# Масеко, Тулани
Тулани Рудольф Масеко (англ. Thulani Rudolf Maseko; 1 марта 1970 — 21 января 2023) — эсватинский правозащитник, адвокат по правам человека. В 2014—2015 годах — политзаключённый, объявленный Amnesty International узником совести. В 2018 году он подал иск против короля Эсватини Мсвати III и был убит в 2023 году.
Он был членом оппозиционной социалистической партии Народное объединённое демократическое движение (PUDEMO).

## Ранние годы и образование
Масеко родилась 1 марта 1970 года в Лухлеко, недалеко от Бхуни в регионе Манзини в Свазиленде. Он учился в Университете Свазиленда, который окончил со степенью бакалавра гуманитарных наук в области права в 1994 году и степенью бакалавра права в 1997 году. В 2011 году он получил степень магистра в области международных правовых исследований в Вашингтонском юридическом колледже Американского университета.

## Активизм и тюремное заключение
Масеко был сторонником демократии и правозащитником, известным своими усилиями по защите уязвимых групп и людей, выселенных из своих домов. Масеко был членом членом организации «Адвокаты за права человека Свазиленда» и Южноафриканской сети правозащитников, основателем и председателем Многостороннего форума (Multi-Stakeholder Forum), который вместе с Ассамблеей политических партий, другими политическими, общественными и религиозными организациями требует демократических реформ посредством диалога при содействии Сообщества развития Юга Африки.
Он поддерживал тесные рабочие отношения с профсоюзным движением Свазиленда, в частности с Конгрессом профсоюзов Свазиленда (TUCOSWA). В 2009 году адвокат Масеко представлял в суде Национальную группу бывших шахтёров Свазиленда (Swaziland National Ex-Miners Workers Group) в их успешном деле против правительства за невыполнение положений Конституции 2005 года, согласно которым все дети Свазиленда должны получить бесплатное начальное образование в течение трёх лет с момента ее вступления в силу. Когда Конгресс профсоюзов Свазиленда лишили регистрации Министерства труда и социальной защиты Свазиленда, Масеко успешно представлял его в суде и добился восстановления легального статуса профцентра.
18 марта 2014 года Тулани вместе с журналистом, редактором The Nation Беки Макхубу был заключён в тюрьму по обвинению в неуважению к суду после критики судебной системы Свазиленда. В апреле 2014 года генеральный секретарь Народного объединенного демократического движения Млунгиси Маханья был арестован за ношение партийной футболки в знак протеста против заключения Масеко и Макхубу под стражу.
Amnesty International объявила Масеко узником совести. В августе 2014 года он написал из тюрьмы президенту США Бараку Обаме, прося его вмешательства в преддверии саммита лидеров США и стран Африки 2014 года. 9 марта 2015 года Тулани был переведён в одиночную камеру после приуроченной к году его заключения публикации писем, которые он передавал из тюрьмы. Масеко был оправдан в апелляции и освобождён из тюрьмы 30 июля 2015 года. 
В 2018 году Масеко подал в суд иск против самоличного изменения королём Мсвати III названия страны со Свазиленда на Эсватини как неконституционного.

## Убийство
Масеко был убит в собственной гостиной на глазах у своей семьи (жены и двух маленьких сыновей) в Лухлеко 21 января 2023 года, когда смотрел телевизор с родными. У него как адвоката оставалась незаконченная судебная тяжба с королём, а также процессы по защите двух депутатов парламента от оппозиции, арестованных за поддержку продемократических демонстраций.
Убийство случилось на волне активизации правительственных репрессий по подавлению сторонников демократии и прав человека в Эсватини. Оппозиция обвиняла монарха в привлечении иностранных наёмников к подавлению растущих протестов в стране.
Само убийство произошло через несколько часов после того, как король Мсвати III выступил с речью, в которой бросил вызов противникам его абсолютного правления. Тогда, отвечая на претензии стороников демократизации, монарх заявил: «Люди не должны проливать слёзы и жаловаться, что наёмники убивают их. Эти люди первыми начали насилие, но когда государство подавляет их за их действия, они поднимают шум, обвиняя короля Мсвати».
Масеко был похоронен 29 января 2023 года.

## Реакции на убийство
После гибели Масеко зимбабвийский журналист Хоупвелл Чин’оно написал в Твиттере, что убийство стало «леденящим напоминанием о том, как коррумпированная политическая элита готова пойти на всё, чтобы заглушить голоса сторонников демократии». Организация Объединенных Наций, многочисленные правозащитные организации, а также Международная конфедерация профсоюзов, международный профсоюз IndustriALL, Национальный союз металлистов Южной Африки, Южноафриканская федерация профсоюзов, Юридическое общество Южной Африки и многие другие инициативы осудили убийство.
Постоянный координарор ООН Джордж Вачира заявил, что смерть Тулани Масеко — это «потеря не только для Эсватини, но и для всего мира и человечества». Европейский Союз призвал власти Эсватини «обеспечить безопасность всех граждан, включая политических активистов». Африканский Союз и Сообщество развития Юга Африки также потребовали «прозрачного расследования».
Правительство Эсватини опубликовало заявление, в котором говорится, что «смерть Масеко является потерей для нации, а его следы как адвоката по правам человека являются доказательством его вклада в развитие страны», и уверяло, что проведёт расследование, чтобы привлечь его убийц к ответственности.
Глава партии PUDEMO Млунгиси Маханья заявил, что «нет никаких сомнений в том, что убийство было совершено по приказу короля… Убийство Тулани королём Мсвати представляет собой одно и только одно — убийство мира. Товарищ Тулани был человеком мира. Он был принципиальным лидером, который отдал все свои силы борьбе за права человека и демократию, но всегда использовал мирные методы». Сеть солидарности Свазиленда (SSN) и Африканская региональная организация Международной конфедерации профсоюзов (ITUC-Africa) призвали к немедленным действиям против короля Мсвати, обвинив его в заказном убийств Масеко и других правозащитников.
23 января 2023 года заместитель директора Amnesty International по Восточной и Южной Африке Флавия Мванговья заявила, что убийство Масеко стало «леденящим душу напоминанием» о том, что те, кто призывает к политическим реформам в Эсватини, находятся в опасности. Amnesty International потребовала провести «эффективное, тщательное, беспристрастное и прозрачное» расследование убийства Масеко, чтобы гарантировать привлечение его убийц к ответственности. Организация заявила, что расследование должно проводиться агентством, независимым от властей.
Через день после убийства, 23 января, в Эсватини с целью встречи с руководством страны и обсуждения сотрудничества прилетел министр иностранных дел РФ Сергей Лавров, никак не упоминавший о случившемся. Накануне Сеть солидарности Свазиленда опубликовала отчет об участии России в обучении наёмников, в основном белых африканеров из соседней ЮАР, для королевского «эскадрона смерти».
27 января полиция жёстко разогнала в Манзини демонстрацию демократических активистов, вышедших на улицы, чтобы передать городским властям петицию с требованием справедливости в связи с убийством правозащитника.
Вдова убитого, Танеле Масеко, возглавила кампанию, добивающуюся независимого расследования его смерти. Её саму стали подвергать политическому давлению.